# Anopheles vinckei
Anopheles vinckei este o specie de țânțari din genul Anopheles, descrisă de Meillon în anul 1942. Conform Catalogue of Life specia Anopheles vinckei nu are subspecii cunoscute.